# Schafkopf
Schafkopf es un juego de cartas típico de Baviera, Alemania. No se practica en el resto del país a diferencia del reihe. La traducción literal del nombre es "cabeza de oveja", aunque no parece tener relación con la mecánica ni con las cartas. Es un juego complejo con reglas distintas en función de las circunstancias de la partida, que se suele jugar entre cuatro personas, en lo que es comparable a la canasta (bridge inglés) o al tute subastado.
Los grupos de Schafkopf suelen durar muchos años tras formarse en la juventud y los tanteos se arrastran de día en día por largos períodos.
Las reglas no son únicas puesto que hay variaciones en cada localidad y no se considera imprescindible informar a los nuevos jugadores de todas ellas; pues, en buena lógica bávara, son muchas para contarlas de seguido y es más divertido ver cómo se va enterando partida a partida. A pesar de esto, existen varias versiones oficiales de las reglas (en alemán).

## Baraja
Se juega con una baraja diferente a la española y a la francesa que se relaciona tanto con el juego de Schafkopf que se identifica con él . Los palos son cuatro y tienen el orden de victoria siguiente en el juego, de mayor a menor:
- Bellotas (o robles)
- Hojas (o verdes)
- Corazones
- Campanitas

Las cartas incluyen los números desde el 6 hasta el 10; tres figuras, el K (König, rey), el U (Unter, de abajo) y el O (Ober, de arriba), y además el as, también llamado cerda. El peso en el juego no es en este orden y se detalla en las secciones correspondientes.
Los seises no se usan, por lo que al comprar la baraja se sacan, rompen y tiran. Teniendo en cuenta que la baraja se usa exclusivamente para este juego su inclusión sólo puede obeder a características culturales bávaras.

## Fases del juego
Se barajan y reparten todas las cartas entre los cuatro jugadores. Tras ver cada jugador las suyas comienza la fase que denominaremos subasta

### Subasta
Empezando por el jugador que es mano, a la izquierda del que ha repartido, cada uno decide si "juega" o no. Al afirmar que juegas te comprometes a conseguir más de la mitad de los puntos de la partida.
Se puede decidir jugar "solo"; es decir: que tus puntos superarán la mitad, o "con un as"; es decir: contando como pareja para sumar puntos aquel que tenga el as del palo que luego se elegirá.
Esto es tema de una segunda ronda de decisiones, por si varios hubiesen apostado que juegan, empezando por la mano. En este caso el que ofertase solo tendría la preferencia respecto al que jugase con compañero o si hay varios que juegan "con un as" se decide por mano. 
Una vez decidido quién ha apostado a conseguir la mitad de los puntos, éste elige el palo de triunfos si juega solo o el palo del as con el que juega, en cuyo caso el palo de triunfo es corazones . La persona que tenga el as elegido no puede decirlo ni dar muestras de ello excepto por las bazas que juegue, que obedecerán a la lógica de hacer que entre el que juega y él obtengan más de la mitad de los puntos.
Si nadie oferta que "juega", cada uno lo hace por sí mismo y gana el que hace menos puntos.

### Bazas
Decidida la modalidad de juego, empieza echando carta el jugador que ostenta la mano, a la izquierda del que ha repartido, y tras él el resto empezando por el de su izquierda. A partir de entonces el que se lleva la baza empieza.
Se consideran dos grupos de cartas: los triunfos, que son todas las O y U más las cartas del palo de triunfos que corresponda; y las cartas que no son triunfos, el resto.
Si el que empieza la baza echa un triunfo, el resto ha de echar otro triunfo del palo que sea, a no ser que no tenga triunfos y puede echar la carta que quiera. Ganará el triunfo mayor, siguiendo este orden:
- O de bellotas
- O de hojas
- O de corazones
- O de campanitas
- U de bellotas
- U de hojas
- U de corazones
- U de campanitas
- As del palo de triunfo
- K del palo de triunfo
- 10 del palo de triunfo
- 9 del palo de triunfo
- 8 del palo de triunfo
- 7 del palo de triunfo

Si el que empieza la baza echa una carta que no es un triunfo, el resto ha de seguir el palo, a no ser que no se tenga y puede echar la carta que quiera. Ganará la mayor de ellas, es decir en el orden de mayor a menor As, K, 10, 9, 8, 7 o si alguien echa un triunfo, el triunfo mayor.
Si se juega la modalidad de "con un as", puede suceder que el que pidió el as inicie una baza con ese palo, en cuyo caso quien lo tenga está obligado a echarlo en esa baza.

### Contabilización de puntos
Acabadas las bazas, se suman los puntos obtenidos considerando los siguientes valores:
- As - 11 puntos.
- Reyes (K) - 4 puntos.
- Ober (O) - 3 puntos.
- Unter (U) - 2 puntos.
- 10 (X) - 10 puntos.
- 9, 8, 7 - 0 puntos.

Si el que apostó que ganaba "solo" suma la mitad de los puntos más uno, gana. Si empata o tiene menos de la mitad, pierde.
Si el que apostó que ganaba "con un as" suma la mitad de los puntos más uno entre ese jugador y quien tenía el as elegido al empezar la mano, gana. Si empatan o tienen menos de la mitad, pierden.
En el caso de juego en el que nadie apostó que ganaba simplemente lo hace quien haga menos puntos.
El conteo entre partidas es un arte muy particular, de manera que no hay normas generales de cómo sumar cuántas partidas se han ganado en un período, puesto que ganarla solo es más complicado que con un as.

### Consideraciones estratégicas
Quedarte sin cartas de un palo o sin triunfos puede ser bueno, para poder echar lo que convenga; o malo, puesto que puedes no ganar ninguna mano